# Sitatunga
Sitatunga (lat. Tragelaphus spekii) je močvarna antilopa, koja živi u cijeloj Srednjoj Africi, u državama kao što su: Demokratska Republika Kongo, Kamerun, Južni Sudan, Gana, Bocvana, Zambija, Gabon, Tanzanija, Uganda i Kenija.

## Opis
Sitatunga je visine oko 1,5 metara u ramenima. Ima vodootporno krzno tamnosmeđe boje kod mužjaka i crvenkastosmeđe kod ženki. Oba spola imaju bijele pruge i mrlje po tijelu. Njihova kopita su duga i tanka, prilagođena za močvarno stanište. Mužjaci imaju grivu, kao i rogove, koji su blago savijeni i mogu biti dugi do jedan metar dužine.

## Ponašanje
Sitatunge žive u močvarama i vrlo su dobri plivači. Mogu se sakriti u vodi, tako da im vire samo nosnice, kako bi izbjegli predatore poput leoparda ili divljih pasa.
Uglavnom su aktivni u večer te rjeđe noću i po danu. Ženke radije žive u stadima, dok su mužjaci uglavnom samotnjaci nakon parenja.

## Vanjske poveznice
Ostali projekti
|  | Zajednički poslužitelj ima još gradiva o temi Sitatunga |
|  | Wikivrste imaju podatke o taksonu Sitatunga             |